# Calle de Alfonso VI
La calle de Alfonso VI, antiguamente también calle de San Isidro y calle del Aguardiente, es una calle de la ciudad española de Madrid, situada en el barrio de Palacio, distrito Centro, y que une la costanilla de San Andrés y la plaza del Alamillo.

## Historia

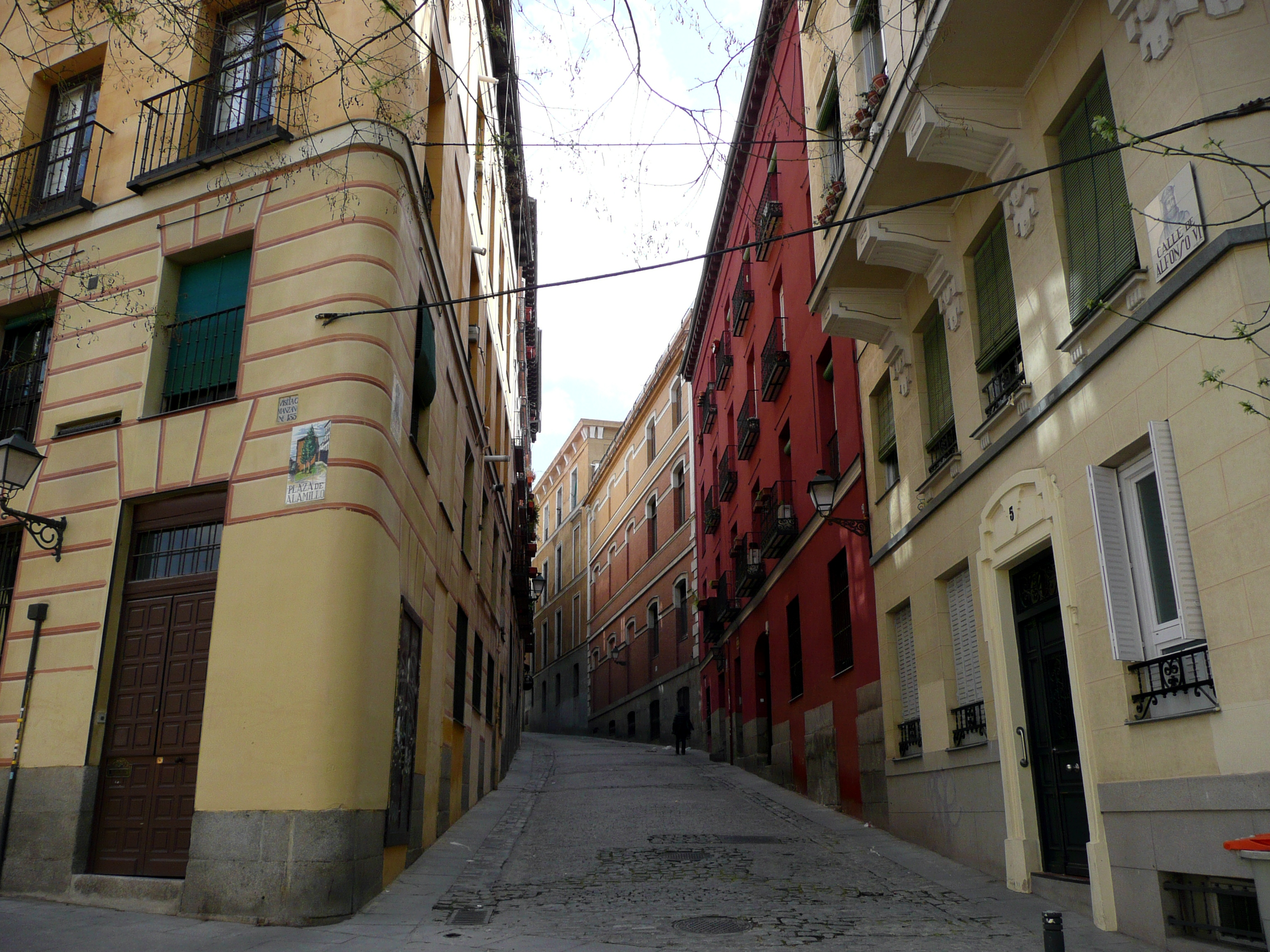
Vista de la calle.

En el plano de Teixeira de 1656 no tiene denominación, para más adelante, en el de Espinosa llevar el nombre de «calle de San Isidro», que fue cambiado por el de «del Aguardiente» hacia 1834. En la segunda mitad del siglo xix y a solicitud de los vecinos se le dio el nombre de «calle de Alfonso VI», en honor del rey Alfonso VI de León.
Según la leyenda en esta calle existía costumbre de vender aguardiente, hasta que el regidor Luján de la Rosa pidiera al Ayuntamiento de la Villa que se comerciase con este licor en otro sitio. Esta teoría, sostenida por Antonio de Capmany, es sin embargo desmentida por Hilario Peñasco de la Puente y Carlos Cambronero; según estos la denominación de Aguardiente provendría de algún depósito de esta bebida allí situado durante el tiempo que permaneció estancada por la Hacienda, entre finales del siglo xviii y 1817. A finales del siglo xix se señalan antecedentes de construcciones particulares en la calle desde 1790.
En ella se encuentra el Colegio de San Ildefonso desde que el Ayuntamiento adquirió un edificio el número 1, esquina con la calle de la Redondilla e inaugurado en 1884, para sustituir al local ubicado en los números 1 y 3 de la carrera de San Francisco, que se había abandonado el 19 de septiembre de 1883 amenazando ruina. Según la leyenda en el solar que ocupa el Colegio se habría encontrado un palacio de Beltrán de la Cueva.

## Referencias

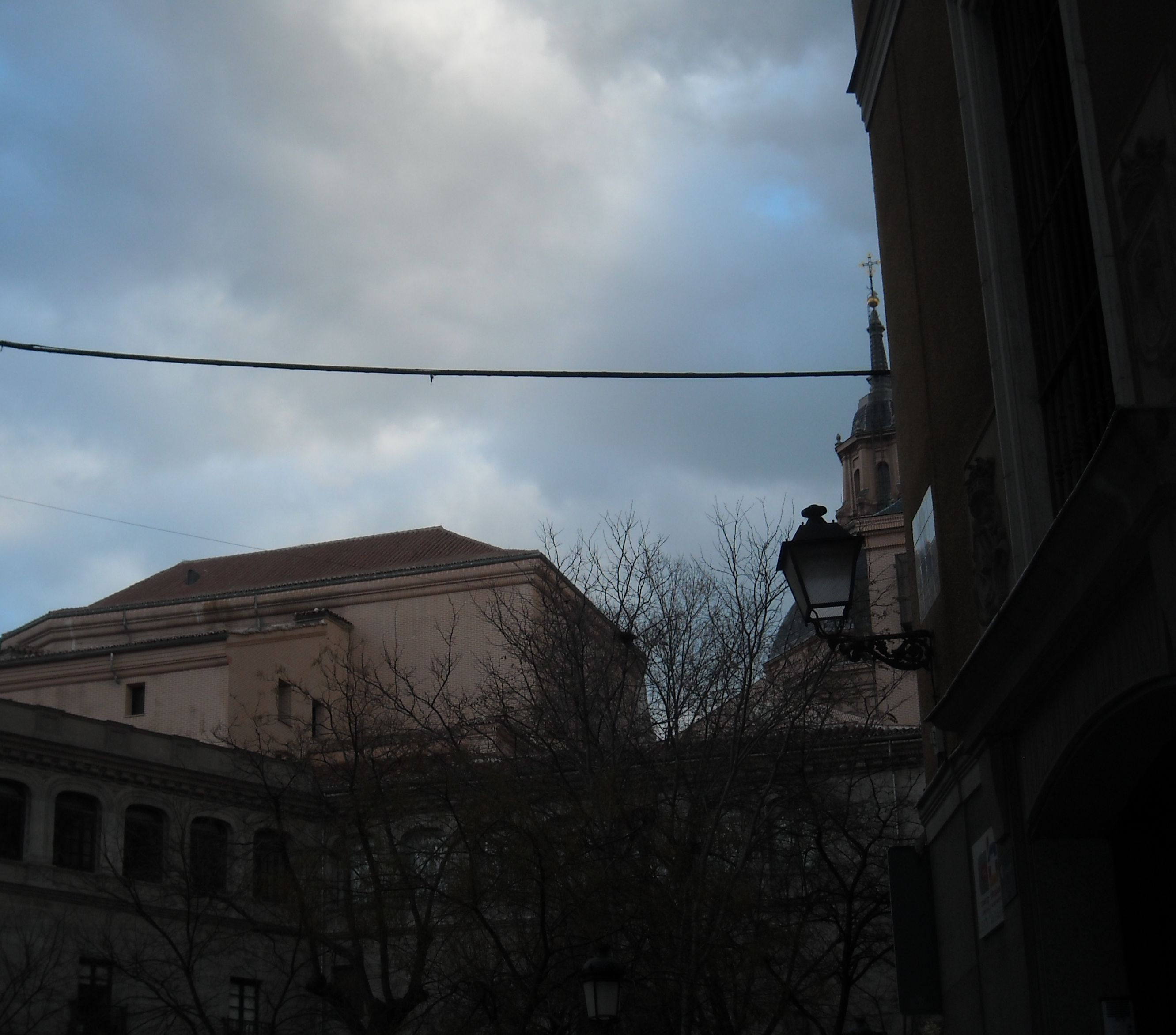
Colegio de San Ildefonso.